# Gerd Tellenbach

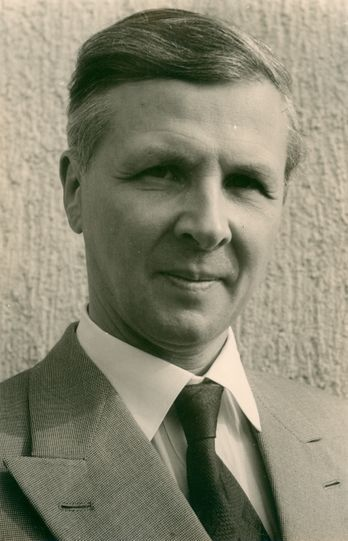
Gerd Tellenbach, aufgenommen im Jahr 1956. Staatsarchiv Freiburg W 134 Nr. 023892d / Fotograf: Willy Pragher

Gerd Leo Tellenbach (* 17. September 1903 in Groß-Lichterfelde; † 12. Juni 1999 in Freiburg im Breisgau) war ein deutscher Historiker und Hochschullehrer.
Tellenbach befasste sich hauptsächlich mit der Geschichte des frühen und hohen Mittelalters. Vor allem arbeitete er über den Investiturstreit und die Entstehung des mittelalterlichen Reiches. Tellenbach gehörte zu einer kleinen Gruppe von Historikern, die trotz Distanz zum Nationalsozialismus ihre akademische Karriere in der Zeit nach 1933 fortführen und ungehindert publizieren konnten. Er lehrte als ordentlicher Professor an den Universitäten Gießen (1938–1942), Münster (1942–1944) und Freiburg (1944–1962); von 1962 bis 1972 leitete er als Direktor das Deutsche Historische Institut in Rom.
Seine in Freiburg begonnenen personengeschichtlichen Untersuchungen entwickelten sich zu einem der bedeutendsten Forschungsprojekte der deutschen Mediävistik in der zweiten Hälfte des 20. Jahrhunderts. Aus dem „Freiburger Arbeitskreis“, der so genannten „Tellenbach-Schule“, gingen zahlreiche Lehrstuhlinhaber, unter anderem in Hamburg, Münster, Würzburg und Freiburg, hervor. Darüber hinaus wirkte Tellenbach in der Nachkriegszeit maßgeblich in der Wissenschafts- und Bildungspolitik.

## Leben

### Herkunft und Jugend
Gerd Tellenbach wurde als Sohn des Offiziers Friedrich Leo Tellenbach (1861–1914) und dessen Frau Margarethe, geborene Eberty (1872–1954), in Groß-Lichterfelde bei Berlin geboren und evangelisch getauft. Er hatte mit Klaus Tellenbach einen Bruder und zwei Schwestern sowie aus der ersten Ehe seines Vaters zwei Halbbrüder. Der Vater war Oberst des Offenburger Infanterieregiments 170. Im August 1914 verlor Gerd Tellenbach gleich in den ersten Wochen des Ersten Weltkriegs seinen Vater. Sein ältester Halbbruder kam ebenfalls im Krieg ums Leben. Diese Schicksalsschläge „sensibilisierten“ Tellenbach, so sein späterer Schüler Joachim Wollasch, bereits früh für die gesellschaftlichen Entwicklungen in seiner Zeit. Er besuchte Schulen in Mainz, Offenburg und Baden-Baden, wo er 1922 das Abitur ablegte. Tellenbach wollte zunächst Jura und Nationalökonomie studieren, um politisch tätig zu werden. Unter dem Einfluss des Baden-Badener Gymnasialdirektors Friedrich Blum änderte er jedoch seine Haltung und entschloss sich zu einem Studium an der Philosophischen Fakultät. Die Kriegserfahrung nahm Tellenbach als Abiturient und Student durch die literarischen Verarbeitungen von Ernst Jünger, Ludwig Renn und Erich Maria Remarque noch bewusster wahr als durch die persönlichen Fronterzählungen von Soldaten.

### Studium (1922–1926)
Tellenbach studierte von 1922 bis 1926 zunächst ein Semester an der Universität München und danach in Freiburg die Fächer Geschichte, Germanistik und Latein. Über seine Studienzeit erzählt er in seiner Autobiographie wenig. In München beeindruckte ihn der Kunsthistoriker Heinrich Wölfflin. Tellenbach wurde 1926 in Freiburg bei dem Verfassungs- und Wirtschaftshistoriker Georg von Below mit einer verfassungsgeschichtlichen Arbeit zu Klöstern und Vogteien der Bischöfe von Passau promoviert. Das Thema entsprang seinem Interesse an Kirche und Staat.
Von seinem Doktorvater übernahm Tellenbach die Methodenstrenge bei der Quelleninterpretation, doch suchte er einen anderen Zugang zum Mittelalter. Sein Interesse galt nicht der Entstehung der Landesherrschaft, sondern dem Verhältnis von Kirche und weltlicher Macht. Damit unterschied er sich von anderen Below-Schülern wie Hermann Aubin und Hermann Heimpel. Wichtige Impulse für diese Entwicklung gaben die Lektüre von Arbeiten des Theologen Adolf von Harnack und des Juristen Rudolph Sohm.
An der Universität Freiburg gab es keine Beschäftigungsmöglichkeit, die einzige Assistentenstelle hatte Hermann Heimpel inne. In den höheren Schuldienst mochte Tellenbach nicht gehen, da er wissenschaftlich arbeiten wollte. So wechselte er nach dem Tod seines Doktorvaters im Jahre 1927 an die Universität Heidelberg zu Karl Hampe und erhielt ein Stipendium der Notgemeinschaft der Deutschen Wissenschaft.

### Assistenz am Deutschen Historischen Institut in Rom (1928–1932)
Durch die Vermittlung des Historikers Gerhard Ritter erhielt Tellenbach 1928 eine Stelle am Deutschen Historischen Institut in Rom als wissenschaftlicher Assistent von Paul Fridolin Kehr. Dort arbeitete er mit Hans-Walter Klewitz und Carl Erdmann zusammen. Besonders mit Erdmann entstand eine lebenslange Freundschaft. Laut Tellenbachs Erinnerungen wurde er von Erdmann „tief beeindruckt und angeregt“. In Rom bearbeitete er für die Regestensammlung Repertorium Germanicum II die Urkunden und Schriftstücke der zwischen 1378 und 1415 regierenden Päpste Urban VI., Bonifaz IX., Innozenz VII. und Gregor XII. Zudem verfasste er Beiträge über die kuriale Verwaltungsgeschichte des 14. Jahrhunderts und das Große Schisma.
In Italien lernte Tellenbach das faschistische Regime kennen, das das Land seit 1922 beherrschte. Unter dem Eindruck der politisch-gesellschaftlichen Umbrüche entstand in den Jahren 1928 bis 1932 seine Habilitationsschrift Libertas. Kirche und Weltordnung im Zeitalter des Investiturstreits. Der Streit zwischen der katholischen Kirche und dem faschistischen Regime sowie die Lateranverträge von 1929 hatten ihn dabei stark beeinflusst. Tellenbach blieb vor allem eine Rede von Benito Mussolini in bleibender Erinnerung, „in der es heißt, ohne das römische Reich würde das Christentum eine der vielen vorderasiatischen Sekten geblieben sein, die in den Wüsten verdorrten“.
Im Frühjahr 1933 wurde Tellenbach in Heidelberg bei Karl Hampe habilitiert. Im Vorwort der gedruckten Habilitationsschrift gedenkt er des Papsthistorikers Erich Caspar, der seinem Werk Unterstützung und Aufnahme in der von ihm herausgegebenen Buchreihe gewährte, sowie seines Freundes Carl Erdmann. Im Jahre 1940 wurde die Arbeit in der von dem englischen Mediävisten Geoffrey Barraclough betreuten Reihe Studies in medieval History in englischer Übersetzung herausgegeben. Die Übersetzung des Buches eines deutschen Historikers war in dieser Zeit ungewöhnlich; sie war die Folge der Perspektive Tellenbachs, in der nationalgeschichtliche Fragen keine Rolle spielten. In seiner Arbeit wurde vielmehr das Ringen zwischen Kaiser und Papst als Kampf um die rechte Ordnung in der hochmittelalterlichen christlichen Welt dargestellt.

### Forschung und Lehrtätigkeit im Nationalsozialismus
Die Krise und den Untergang der Weimarer Republik sowie den Aufstieg der Nationalsozialisten beobachtete Tellenbach während seiner Forschungstätigkeit in Rom. Über seine politische Einstellung dieser Zeit gab er aus späterer Rückschau lediglich bekannt, dass er bei der Reichspräsidentschaftswahl 1925 statt Paul von Hindenburg einen Demokraten gewählt habe. Angesichts der Erfahrungen in den 1920er Jahren dürfte dies allenfalls eine Vernunftentscheidung gewesen sein, ein überzeugter Demokrat war Tellenbach keineswegs. Er neigte eher einem „elitären Staats- und Gesellschaftsverständnis mit klaren hierarchischen Strukturen und festen Zuständigkeiten“ zu. Die Massengesellschaft war Tellenbach suspekt. Im September 1930 hielt er sich in Deutschland auf und nahm an der Reichstagswahl teil. Nach dem Wahlerfolg der Nationalsozialisten setzte er sich intensiv mit Adolf Hitlers Buch Mein Kampf auseinander, das, wie er fälschlich meinte, „fahrlässigerweise fast niemand gelesen“ habe. Für Tellenbach war Hitler der Prototyp eines Machtmenschen, der zwar beachtliche Talente habe, aber von einem berauschenden Machttrieb gesteuert sei. Hitler sei „einer der ganz großen Süchtigen der Weltgeschichte“ gewesen.
Der NSDAP stand Tellenbach wegen ihrer plebejischen Züge und der bereits vor 1933 erkennbaren Gewalttätigkeit ihrer Mitglieder distanziert gegenüber. Anders als viele seiner Kollegen wurde Tellenbach nach 1933 nicht Mitglied der NSDAP, der SA oder der SS. 1934 schloss er sich lediglich der Nationalsozialistischen Volkswohlfahrt als der zweitgrößten Massenorganisation nach der NSDAP an. 1936/37 war er als Blockwalter der Ortsgruppe Heidelberg-Mönchhoff und seit dem Wintersemester 1937/38 bei der Ortsgruppe Gießen-Mitte erst als Blockhelfer, dann als Blockwalter tätig.
Nach seiner Habilitation im Januar 1933 lehrte Tellenbach fünf Jahre lang als Privatdozent, für drei Semester vertrat er eine Professur in Heidelberg. Dort hörte er einen Vortrag Martin Heideggers über „Die Universität im Dritten Reich“, der ihn zutiefst enttäuschte. Heidegger erlebte er als „leidenschaftlichen Nationalsozialisten“, „ohne Weisheit“ und „ohne politisches Verantwortungsgefühl“. In Heidelberg verfasste er anlässlich des dortigen Universitätsjubiläums einen Artikel in der Zeitung Der Führer unter dem Titel Kämpfende Wissenschaft. Von den Erlebnissen des Heidelberger Universitätsjubiläums. Eine erste Fassung seines Berichts wurde „als unvereinbar mit der nationalsozialistischen Weltanschauung“ abgelehnt. Tellenbach gelang es in Heidelberg, gegen die geltenden Regeln mit Hilfe eines nationalsozialistischen Professors und Dekans einen jüdischen Geschichtsstudenten zu promovieren. Der Doktorand schrieb später an Tellenbach, dass seine Eltern an „diese Zeichen wahrhafter Menschlichkeit […] nicht mehr zu glauben wagten“.
Es folgten weitere Lehrstuhlvertretungen für zwei Semester in Gießen und für ein Semester in Würzburg. In seiner Gießener Zeit wurde ihm vom Gaupersonalamt als Vertreter der „liberalistisch-objektiven Geschichtsschreibung“ Distanz zum NS-Regime attestiert. 1935 scheiterte eine Berufung nach Rostock am NSD-Dozentenbund; dies wiederholte sich 1936, als Tellenbach als Nachfolger von Bernhard Schmeidler nach Erlangen berufen werden sollte. In seinen Erinnerungen äußerte Tellenbach den Verdacht, dass er „lange nichts werden konnte“, da er kein Mitglied in NS-Organisationen war und daher als Lehrstuhlvertreter „umhergeschickt“ wurde. 1936 meldete er sich freiwillig zu einer militärischen Grundausbildung, „um wenigstens einen Pluspunkt“ in seinen Akten zu erhalten. Immerhin konnte er ungehindert publizieren und war durch seine Lehrstuhlvertretungen finanziell versorgt.
Im Jahr 1936 beabsichtigte Tellenbach als Reaktion auf die mit großem propagandistischen Aufwand inszenierten Tausendjahrfeiern für Heinrich I. eine wissenschaftliche Biografie über den ostfränkischen König zu verfassen. Aus der Beschäftigung mit dem Thema entstand das Werk Königtum und Stämme in der Werdezeit des Deutschen Reiches, eine strukturgeschichtliche Darstellung über das Karolingerreich und dessen Nachfolgereiche. In diesem Buch setzte er sich mit dem Übergang der fränkischen zur deutschen Geschichte auseinander. Die „Entstehung des deutschen Reiches“ wurde das beherrschende Forschungsthema für Tellenbach in den 1930er und 1940er Jahren.
An der Besetzung des Sudetenlandes 1938 war Tellenbach als Soldat beteiligt, wurde jedoch 1939 nicht zum Kriegsdienst eingezogen. Im zweiten Anlauf wurde er, nach einem gescheiterten Einspruch des NSD-Dozentenbundes, 1938 als planmäßiger Extraordinarius mit dem Titel eines persönlichen Ordinarius an die Universität Gießen gerufen. Das Reichswissenschaftsministerium wollte angesichts des seit Mitte der 1930er Jahre zunehmenden Nachwuchsmangels, der auch ein Resultat der Bemühungen war, die Wissenschaften für die NS-Propaganda einzuspannen, nicht mehr auf jene Nachwuchswissenschaftler verzichten, die als weniger parteinah galten. Die Expertisen zu den Wissenschaftlern stammten etwa von Theodor Mayer, dem seinerzeitigen Präsidenten der Monumenta Germaniae Historica.
Tellenbach hatte zwar die vollen Rechte eines ordentlichen Professors, aber eine deutlich geringere Remuneration. In mehreren Schreiben an den Dekan und den Reichswissenschaftsminister beklagte er sich über die durch Einsparungen erfolgte Zurücksetzung und forderte die Behebung dieses „ihn schwer kränkenden Zustands“. Dabei gestand er ein, dass er in seiner politischen Betätigung „nicht auf besondere Verdienste“ verweisen könne. Er habe aber „längst das Bedürfnis empfunden mitzuarbeiten“. Zum Sommersemester 1942 wurde er zu seiner „Überraschung“ als Nachfolger Anton Eitels ordentlicher Professor an der Universität Münster. Diese Berufung kam aufgrund seiner herausragenden wissenschaftlichen Leistungen zustande. Als Nachfolger Anton Eitels war er zwischen 1943 und 1946 Vorsitzender des Vereins für Geschichte und Altertumskunde Westfalens, Abt. Münster. Seit 1942 war er ordentliches Mitglied der Historischen Kommission für Westfalen, 1945 schied er aus der Kommission aus. In Gießen und Münster betreute er 13 Promotionen. In den Jahren 1941 und 1943 nahm Tellenbach an den von Theodor Mayer geleiteten Historiker-Tagungen des „Kriegseinsatzes der Geisteswissenschaften“ teil. Hier wurde über ein europäisches Geschichtsbild diskutiert, das den nationalsozialistischen Neuordnungsplänen in Europa zu einer historischen Legitimation verhelfen sollte.

### Freiburger Professur (1944–1963)
Im Jahr 1944 wurde Tellenbach von Reichswissenschaftsminister Bernhard Rust als ordentlicher Professor für mittelalterliche Geschichte an die Universität Freiburg berufen, nachdem Fritz Ernst den Ruf abgelehnt hatte. Tellenbach übernahm als Nachfolger von Hans-Walter Klewitz den einstigen Lehrstuhl seines Lehrers Georg von Below. Maßgeblicher Faktor seiner Berufung war der Einsatz seines Netzwerks von Kollegen und Freunden in Freiburg, Münster und andernorts. Im Rahmen eines Sondervotums innerhalb der Fakultät erhielt er ein Gutachten von Gerhard Ritter, der Tellenbach als „die weitaus fruchtbarste, ideenreichste und originellste Forscherpersönlichkeit“ würdigte. Ritter, Tellenbachs Gutachter, wurde um den 20. Juli 1944 von der Gestapo verhaftet. Hierauf wandte sich Tellenbach mit einer Stellungnahme der Fakultät an das Reichssicherheitshauptamt in Berlin, um seinen inhaftierten Kollegen zu besuchen und sich für ihn einzusetzen. Tatsächlich wurde Ritter später entlassen, wobei aber unklar ist, inwieweit dies mit dem persönlichen Einsatz Tellenbachs zusammenhing. Die Luftangriffe der Alliierten führten dazu, „daß an einen auch nur einigermaßen normalen Lehrbetrieb [...] nach dem Bombeninferno vom 27. November 1944 nicht mehr zu denken war.“ Im März 1945 heiratete Tellenbach in Weilburg an der Lahn Marie-Elisabeth, geb. Gerken. Aus der Ehe gingen zwei Söhne und zwei Töchter hervor.
Nach dem Ende des Krieges konnte Tellenbach nach einer kurzen Befragung durch einen amerikanischen Bildungsoffizier seine Lehrtätigkeit fortführen. In dieser Zeit setzte er sich in seiner Schrift Die deutsche Not als Schuld und Schicksal mit der jüngsten Vergangenheit auseinander. Für seinen Schüler Otto Gerhard Oexle gehört die Darstellung zu „den bedeutendsten Auseinandersetzungen deutscher Historiker in der Nachkriegszeit mit dem soeben Geschehenen“. In der Fachwelt wurde sie jedoch nicht beachtet, da sie den Nationalsozialismus aus dem Abfall vom christlichen Glauben und der Unterwürfigkeit des Individuums unter den Staat ableitete. Materialistische Gesinnung sei die Ursache für moralische Haltlosigkeit und politische Indolenz gewesen. Reflexionen über die Rolle der Historiker oder gar seiner eigenen fehlten, stattdessen wurden allgemeine Belehrungen geboten. Zudem wollte Tellenbach, ähnlich wie die meisten seiner Kollegen, den ursprünglichen Zusammenhang, in dem es zum „Kriegseinsatz“ seiner Wissenschaftskollegen gekommen war, nicht mehr wahrhaben. So schrieb er im August 1947 an den Historiker Mayer: „Es wäre ja grotesk, wenn Ihnen aus dem sogenannten ‚Kriegseinsatz‘ ein Vorwurf gemacht würde.“ Mit der gleichen Post sandte er eine eidesstattliche Erklärung zur politischen Unbedenklichkeit der Veranstaltung, um Mayer, der wegen seiner Verwicklung in die Verbrechen des Regimes in Bedrängnis geraten war, zu unterstützen.
Wesentlichen Anteil hatte Tellenbach am Wiederaufbau der Freiburger Universität. 1946 wurde er Senatsmitglied, 1947/48 Dekan der Philosophischen Fakultät, 1949/50 Rektor. Nach dem Ende seines ersten Rektorats wurde er vom Allgemeinen Studentenausschuss zum Ehrenvorsitzenden berufen. 1950/51 wurde Tellenbach Prorektor, zum fünfhundertjährigen Jubiläum der Freiburger Universität im Jahr 1957/58 erneut Rektor. In seiner Rektoratsrede über „Die Bedeutung der Personenforschung für die Erkenntnis des frühen Mittelalters“ hob er besonders die prosopographischen Forschungen und die Ergebnisse seines Freiburger Arbeitskreises hervor.
Tellenbach gehörte zu den Historikern, die sich nach 1945 auf die Erforschung der Idee des christlichen Abendlands konzentrierten. Dabei spielte die Absicht eine Rolle, nach den Zerstörungen Europas durch die Kriege an die gemeinsamen Wurzeln der christlich-abendländischen Tradition zu erinnern. Besondere Bedeutung wurde in dieser Perspektive der mittelalterlichen Geschichte vor der Entstehung der Nationen zugeschrieben, als das Karolingerreich einen Großteil Europas umfasste. 1947 verfasste er für die römische Buchreihe Studi Gregoriani den Beitrag über Die Bedeutung des Reformpapsttums für die Einigung des Abendlandes. 1950 folgte in einer Festschrift für Gerhard Ritter der Beitrag Vom Zusammenleben der abendländischen Völker im Mittelalter. In der Historia mundi, dem ersten Handbuch der Weltgeschichte nach dem Zweiten Weltkrieg, verfasste Tellenbach die beiden Beiträge Europa im Zeitalter der Karolinger und Kaisertum, Papsttum und Europa im Hohen Mittelalter. In den 1960er Jahren behandelte er in der Saeculum-Weltgeschichte die Germanen und das Abendland bis zum Beginn des 13. Jahrhunderts.
Wissenschaftliches Neuland betrat Tellenbach, als er begann, die Zeugnisse liturgischen Gedenkens in Form von klösterlichen Verbrüderungsbüchern und Nekrologien für die Erforschung der Personen, Personengruppen und Gemeinschaften zu erschließen. Die Deutsche Forschungsgemeinschaft (DFG) bewilligte 1952 seinen Projektantrag „Zur Durchführung von Forschungen zur Geschichte des deutschen Hochadels im Hochmittelalter“. Als Folge schloss sich im Dezember 1952 um Tellenbach eine Gruppe von jungen Forschern zum „Freiburger Arbeitskreis“ zur mittelalterlichen Personenforschung zusammen. Tellenbach wirkte als Hochschullehrer überaus erfolgreich. In seiner Freiburger Zeit betreute er 61 Dissertationen. Bereits im ersten Nachkriegsjahrzehnt wurden allein 35 Promotionen erfolgreich abgeschlossen. Die thematischen Schwerpunkte der Dissertationen lagen in den Themenfeldern „Kirche, Papsttum und Kurie“ und „Imperium, Königtum“, hinzu kamen Arbeiten zur Bildungs- und Überlieferungsgeschichte, zur Geschichtstheorie und zu religiösen Bewegungen. Die meisten Dissertationen waren personen- und besitzgeschichtlich ausgerichtet.
In den 1950er Jahren wurde Tellenbach Mitglied zahlreicher einflussreicher wissenschaftlicher Organisationen. 1948 wurde er korrespondierendes Mitglied und 1956 ordentliches Mitglied der Zentraldirektion der Monumenta Germaniae Historica. Er gehörte länger als ein halbes Jahrhundert den Monumenta an und damit länger als jeder andere vor ihm seit der Gründung des Gremiums im Jahr 1875. 1954 wurde er Gründungsmitglied der Kommission für geschichtliche Landeskunde in Baden-Württemberg, 1954 Ehrenmitglied des Instituts für Österreichische Geschichtsforschung. Im selben Jahr wurde er Stellvertretender Vorsitzender der Kommission für Geschichtliche Landeskunde und blieb dies bis 1962. Im Jahr 1955 wurde Tellenbach korrespondierendes Mitglied der Bayerischen Akademie der Wissenschaften. Seit 1958 gehörte er der Historischen Kommission bei der Bayerischen Akademie der Wissenschaften an. Die Universitäten Löwen und Glasgow verliehen ihm 1960 die Ehrendoktorwürde. Rufe auf Lehrstühle nach Tübingen (1947) und Bonn (1954) lehnte er ab.
Während seiner Freiburger Jahre engagierte sich Tellenbach in der bundesdeutschen Hochschulpolitik. Von 1957 bis 1960 war er Präsident und Vizepräsident der Westdeutschen Rektorenkonferenz, von 1957 bis 1966 Mitglied des Wissenschaftsrates und übernahm führende Aufgaben in der Deutschen Forschungsgemeinschaft. Außerdem diente er von 1958 bis 1961 als Vizepräsident im Deutschen Hochschulverband. Tellenbach leitete 1952 die Hinterzartener Hochschultagung und 1955 die für die Studentenförderung entscheidende Honnefer Reformkonferenz, auf der die Studienfinanzierung nach dem Honnefer Modell, dem Vorläufer des heutigen Bafög, beschlossen wurde. Seine wichtigsten bildungspolitischen Reden wurden 1963 unter dem Titel Der Sibyllinische Preis veröffentlicht.
Im Oktober 1962 wurde Tellenbach Direktor des Deutschen Historischen Instituts in Rom, des renommiertesten Auslandsinstituts der deutschen Geschichtswissenschaft, und schied damit aus dem Universitätsdienst aus.

### Direktor des Deutschen Historischen Instituts in Rom (1962–1972)
Als Direktor des Deutschen Historischen Instituts in Rom förderte Tellenbach Arbeiten über Nuntiaturberichte und Forschungen zur Reichsgeschichte in der Toskana. Besonders eng war die Zusammenarbeit mit Cinzio Violante von der Universität Pisa. Junge italienische Mediävisten wie Vito Fumagalli und Livia Fasola waren in dieser Zeit Mitarbeiter des Instituts. Die von Tellenbach entwickelten Fragestellungen und Methoden in der Adelsforschung und Personengeschichte wurden von seinen Schülern auf die Reichsgeschichte Italiens übertragen. Wilhelm Kurze arbeitete über die Frühgeschichte Camaldolis, über die Klöster Isola und besonders San Salvatore am Monte Amiata sowie über die adligen Eigenklöster, Reformklöster und Königsklöster in der früh- und hochmittelalterlichen Toskana. Hagen Keller forschte über den Gerichtsort in den oberitalienischen und toskanischen Städten, Dieter von der Nahmer über die toskanische Reichsverwaltung unter Friedrich I. und Heinrich VI. Hansmartin Schwarzmaier arbeitete ab 1966 in den Luccheser Archiven über das mittelalterliche Lucca.
Außerdem wurden unter der Leitung Tellenbachs die Forschungen des Instituts auf die Geschichte des 19. und 20. Jahrhunderts ausgeweitet. So wurden Arbeiten über den Faschismus sowie über die deutsch-italienischen Beziehungen im 19. und 20. Jahrhundert gefördert. Das Institut erweiterte er um eine musikwissenschaftliche Abteilung. Tellenbach initiierte auch deutsch-italienische Kolloquien zur Musikgeschichte. Im Jahr 1968 erhielt er das Große Verdienstkreuz mit Stern der Bundesrepublik Deutschland und wurde Ehrenmitglied in der Kommission für geschichtliche Landeskunde in Baden-Württemberg. 1972 wurde er pensioniert. Danach wirkte er weiter an der Freiburger Universität.

### Tätigkeit im Ruhestand
Die Jahre im Ruhestand verbrachte er in Freiburg. 1976 wurde er Corresponding Fellow der British Academy. Tellenbach publizierte noch in hohem Alter. In seinem 1981 veröffentlichten Werk Aus erinnerter Zeitgeschichte beschrieb er sein Leben als Historiker und seine Tätigkeiten in der Hochschulpolitik. Darin betonte er, dass „die Hauptschuld der Deutschen“ in ihrer Haltung gegenüber dem Nationalsozialismus vor 1933 zu suchen sei, als man „in wirklich geheimer Wahl Widerstand leisten“ hätte können. 1987 verlieh ihm die Universität Pisa die Ehrendoktorwürde. In dieser Zeit überarbeitete er auch sein vor einem halben Jahrhundert veröffentlichtes Libertas-Buch. 1988 erschien statt einer Neuauflage ein völlig neues Werk mit dem Titel Die westliche Kirche vom 10. bis zum frühen 12. Jahrhundert, das ebenfalls bald ins Englische übersetzt wurde. In dieser Darstellung wurden neben den Bereichen Staat und Kirche auch rechts-, verfassungs- und sozialpolitische Probleme sowie wirtschafts- und geistesgeschichtliche Fragestellungen mit einbezogen. Tellenbach verfasste weitere Studien zu grundsätzlichen Fragen über die Individualität im Mittelalter. In vier Bänden wurden ab 1988 „Ausgewählte Abhandlungen und Aufsätze“ herausgegeben, 1995 erhielt er die Verdienstmedaille des Landes Baden-Württemberg. Tellenbach starb 1999 im 96. Lebensjahr und wurde in Freiburg-Günterstal beigesetzt.

## Werk
Das wissenschaftliche Wirken Tellenbachs überspannt mehr als sieben Jahrzehnte, ausgehend von seiner Dissertation aus dem Jahre 1926 bis zum 1999 erst posthum in der Festschrift für Rudolf Lill publizierten Beitrag „Gedanken zur Roma aeterna“. Tellenbach hatte drei Forschungsschwerpunkte: ausgehend vom „Libertas“-Buch von 1936 die ideengeschichtliche Deutung des Investiturstreits, den Übergang von der fränkischen zur deutschen Geschichte und die Personenforschung im Mittelalter auf der Grundlage der Memorialquellen.

### Investiturstreit
Tellenbach gelang es, sich bei seiner Darstellung des Konflikts von der nationalen Perspektive des 19. Jahrhunderts zu lösen. Kulturkämpferische Positionen jener Zeit spielen in seinem Werk keine Rolle, die Reformbestrebungen des 11. Jahrhunderts werden in die theologischen Vorstellungen und in die Herrschaftsverhältnisse der Zeitgenossen eingebettet. Daher beschrieb Tellenbach den Investiturstreit als „Ringen um die rechte Ordnung in der Welt“. Bei dieser Auseinandersetzung habe sich „die Höhe des Mittelalters“ manifestiert, als „eine Zeit der Reife, der Wende, des Beginns“. Es sei darum gegangen, „das Verhältnis von Klerus und Laienschaft zueinander“ neu zu regeln, die „innere Verfassung der kirchlichen Anstalt durch den Sieg der Primatsidee“ neu zu bestimmen und schließlich „die Beziehungen zwischen Kirche und Welt“ neu zu ordnen. Für Tellenbach ist der Begriff der Freiheit der Kirche, der libertas ecclesiae, zentral. Der Begriff kann jedoch je nach Zusammenhang unterschiedliche Bedeutungen haben, womit im Einzelfall unklar bleibt, was mit der Bedrohung der kirchlichen Freiheit gemeint sei.

### Diskussion über die Entstehung des mittelalterlichen Reiches
Seine beiden Monografien Königtum und Stämme in der Werdezeit des Deutschen Reiches (1939) und Die Entstehung des Deutschen Reiches (1940) verfasste Tellenbach als Beiträge zu einer Debatte, die in der Zeit des Nationalsozialismus über die Ursprünge des deutschen Reiches geführt wurde. Nach Hagen Keller gehörte die Thematik nicht zu Tellenbachs Forschungsschwerpunkten, wurde aber von ihm bewusst aufgenommen, als darüber in ideologischer Absicht diskutiert wurde. Tellenbach stellte die Überzeugung in Frage, dass das deutsche Reich im Jahr 919 durch Heinrich I. oder in einem anderen Epochenjahr durch eine Einzelperson gegründet worden sei. Zu verstehen seien die Ereignisse dieser Zeit nur als verfassungsgeschichtlich relevanter Prozess, der über die Jahre 911 bis 918 andauerte. In einer späteren Untersuchung nannte er als Eckdaten dieser Entwicklung die Jahre 843 und 936. Die Vorstellung von der Unteilbarkeit des Reiches, die sich unter Heinrich I. herauskristallisierte, betrachtete er als zentralen Aspekt für den Beginn des deutschen Reichs. Diesen Gedanken hoben später auch seine Schüler Karl Schmid, Josef Fleckenstein und Eduard Hlawitschka mehrfach hervor.
1940 veröffentlichte Tellenbach „Die Entstehung des Deutschen Reiches“, die sich an ein breiteres Publikum richtete. Bis 1943 wurde das Werk noch zweimal aufgelegt. 1947 wurde das Buch von der amerikanischen Militärregierung in der Fassung bewilligt, die 1943 zwar schon mehrfach gesetzt, jedoch durch Bombenangriffe zerstört worden war. Laut Nachwort will Tellenbach an der dritten Ausgabe keine wörtlichen Veränderungen vorgenommen haben, da die Untersuchung auf „streng wissenschaftlicher Grundlage“ beruhe. Doch zeigt ein Vergleich, dass Begriffe wie „Volksgemeinschaft“ durch „nationale Gemeinschaft“, „Großvolksstaat“ durch „Nationalstaat“ ersetzt worden sind. Möglich ist jedoch auch, dass diese Ausdrücke bereits in der für 1943 vorgesehenen Ausgabe gestanden haben.
Der Streit um die Entstehung des deutschen Reiches ging nach dem Zweiten Weltkrieg weiter und erreichte 1970 einen weiteren Höhepunkt, jedoch beteiligte sich Tellenbach nicht mehr an der Kontroverse.

### Personennamensforschung

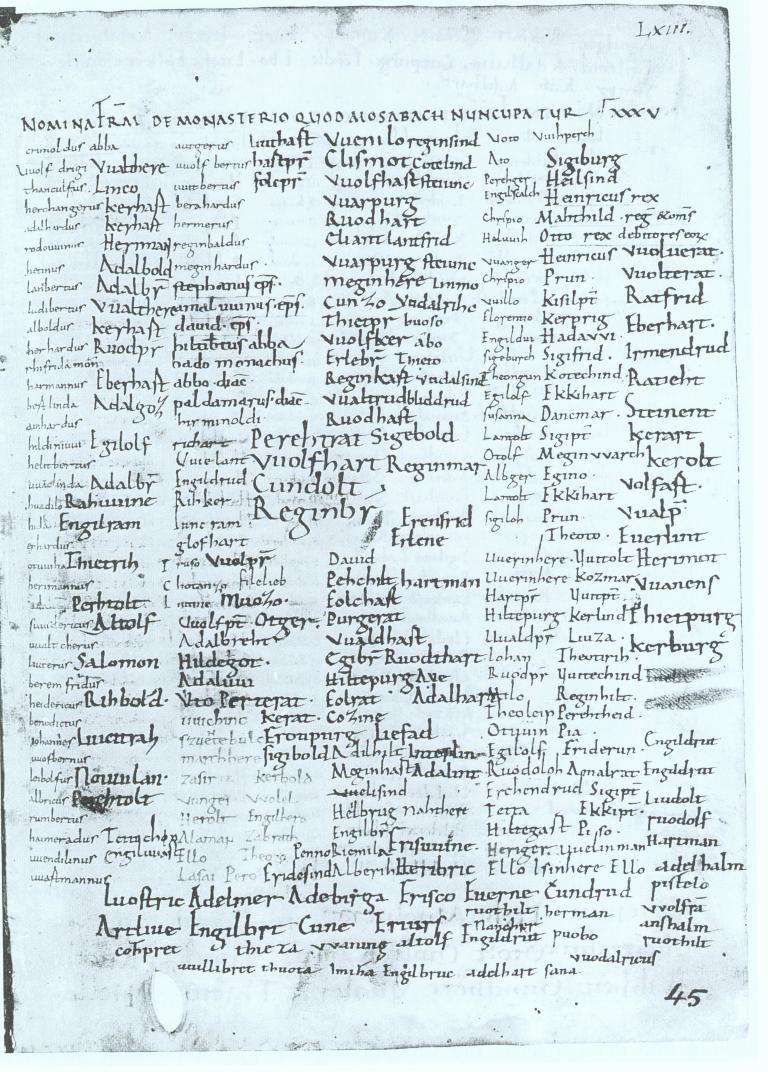
Namenseinträge König Heinrichs I. und seiner Familie von 929 im Reichenauer Verbrüderungsbuch.

Tellenbachs Interesse für die Prosopographie, die die Zusammenstellung von Quellen zur Geschichte einzelner Personen erforderte, wurde bereits in den 1930er Jahren deutlich. Bei seinen personengeschichtlichen Forschungen orientierte er sich an der Alten Geschichte, in der bereits 1897/98 eine „Prosopographia Imperii Romani“ erarbeitet worden war. Tellenbach wollte mit seinem Forschungsvorhaben „für das karolingische Reich die gesamte führende Schicht“ erfassen und die Voraussetzung „für die Erforschung des Adels und seiner gesamten politischen und sozialen Beziehungen vom 10. bis zum 12. Jahrhundert“ gewinnen. In seiner Untersuchung Königtum und Stämme in der Werdezeit des Deutschen Reiches aus dem Jahr 1939 versuchte er, die Personen zu identifizieren, die die weltliche Führungsschicht bildeten. Tellenbach sprach von einer „karolingischen Reichsaristokratie“ und versuchte, ihren Einfluss auf die Entscheidungsprozesse in der Spätphase des Karolingerreichs und bei der Entstehung des ostfränkisch-deutschen Reichs zu beschreiben. Dazu sammelte er eine Liste von 111 Reichsaristokraten aus 42 Geschlechtern, die er nach ihrer Stammeszugehörigkeit zu ordnen versuchte. Der Begriff Reichsaristokratie wurde früh von Martin Lintzel kritisiert, der auf die Problematik der Abgrenzbarkeit dieser „Schicht“ hinwies. Dennoch konnte sich der Begriff in der Mediävistik durchsetzen.
Ähnliche Ideen hatte der Gießener Historiker Theodor Mayer, doch ist unklar, ob es zu Absprachen oder gar zu einer Zusammenarbeit mit ihm kam. Bei einem Kolloquium von Theodor Mayer führte Tellenbach seine bisherigen Forschungen über die adlige Führungsschicht weiter aus. Dabei untersuchte er die familiäre und die landschaftliche Herkunft der Herzöge im Zeitraum von 900 bis 1200. Er konnte genealogische Kontinuitäten von der karolingischen Reichsaristokratie über die ottonisch-salischen Herzöge bis zum Reichsfürstenstand der Staufer nachweisen. Nach seinen Forschungen bestand die Führungsschicht des Hochmittelalters nicht aus sozialen Aufsteigern, sondern rekrutierte sich aus derselben elitären Schicht, die schon im 9. Jahrhundert politisch führend war.
Im Dezember 1952 bildete sich um Tellenbach eine Gruppe von Mitarbeitern, der sogenannte „Freiburger Arbeitskreis“. Dieser Arbeitskreis erkannte in den 1950er Jahren, dass Eintragungen in den Verbrüderungs- und Gedenkbüchern des frühen Mittelalters gruppenweise erfolgten. Durch die Memorialüberlieferung (Gedenkbücher, Nekrologien und Totenannalen) konnten für das quellenarme 8. bis 10. Jahrhundert bedeutsame Quellen für die Geschichte des Adels und für die Familienforschung erschlossen werden. Damit war es möglich, den weiteren Verwandtenkreis von Personen zu identifizieren, die in historiographischen Quellen nicht hervortreten. Die Personennamensforschung mit der Ermittlung von Tausenden von Namen aus den Quellen war ein Großprojekt, das von einer Einzelperson nicht zu bewältigen war. Freiburg entwickelte sich zum Zentrum für mediävistische Personenforschung. Dieser Ansatz entsprach in seiner Frühzeit aber auch dem Bedürfnis vieler junger Historiker, die großenteils aus Krieg und Gefangenschaft zurückgekehrt waren, nach vermeintlich unpolitischer und wertfreier Wissenschaft. Nach Michael Borgolte bestanden enge Verbindungen zwischen dem Interesse an der Personenforschung anhand liturgischer Gedenkbücher und der Konfession der überwiegend katholischen Forscher.
Die Entdeckung der Personennamensforschung fiel mit der Abkehr von einer Betrachtungsweise des Mittelalters zusammen, die sich eher an Institutionen orientiert hatte. Das Interesse richtete sich nun nicht mehr nur auf die Könige und einige wenige Hochadlige, sondern auch auf die bislang eher wenig beachteten regional bedeutenden Adelsgeschlechter. Die Träger des politischen Systems rückten in den Vordergrund. Der Freiburger Arbeitskreis konzentrierte seine Forschungen auf den Bodenseeraum, wo durch die Überlieferung der Reichenau und aus St. Gallen reichhaltiges Material vorlag. In den personengeschichtlichen Untersuchungen taten sich besonders Joachim Wollasch und Karl Schmid hervor. Auf Betreiben Tellenbachs widmete sich Wollasch der Erschließung der cluniazensischen Nekrologien. 1970 konnte in einem Gemeinschaftswerk von Tellenbach und seinen Schülern Hlawitschka und Schmid der Liber memorialis von Remiremont erstmals editorisch erschlossen werden.

### Wissenschafts- und bildungspolitische Tätigkeiten

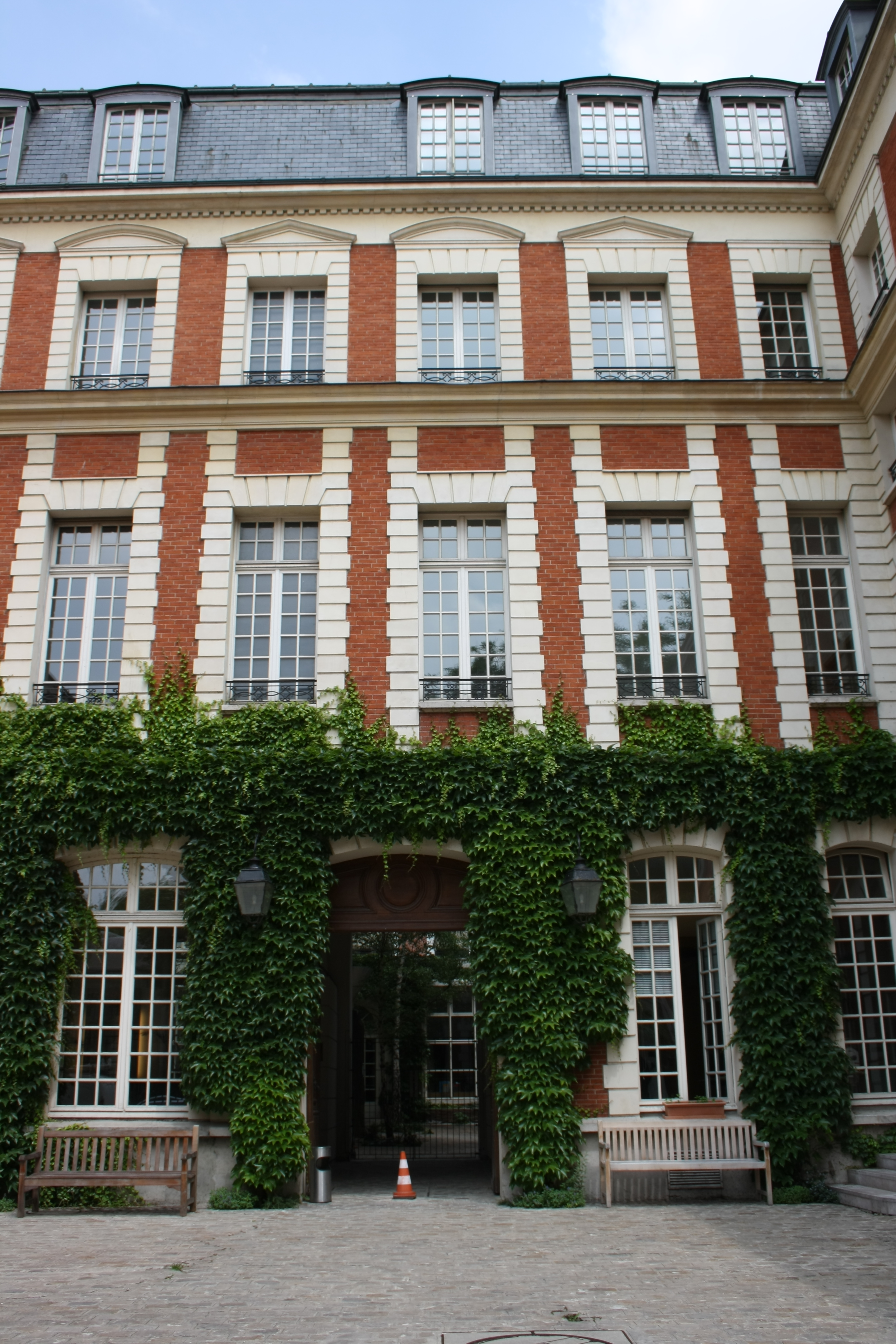
Deutsches Historisches Institut in Paris

In der Schrift Die deutsche Not als Schuld und Schicksal machte Tellenbach unmittelbar nach dem Krieg in kulturpessimistischen Ausführungen nicht nur politische und wirtschaftliche Entwicklungen für die NS-Zeit verantwortlich, sondern auch die Abkehr von religiösen und sittlichen Werten. Die Unmenge an kulturellen Angeboten habe zu einer Verflachung des Kultur- und Bildungsangebots sowie zur geistigen und moralischen Orientierungslosigkeit geführt.
Tellenbach erhoffte sich daher insbesondere von den Universitäten wichtige Impulse für die Nachkriegszeit. 1946 veröffentlichte er den Aufsatz Zur Selbstorientierung der deutschen Universität. Antrieb für seine Aktivität in den folgenden Jahren war die Ansicht, dass die Menschen aus der Geschichte lernen müssten. Aufgabe des Historikers sei es, „die Verantwortung für das Verhalten zum Vergangenen und für die Arbeit am Zukünftigen mitzuübernehmen“. Tellenbach vertrat ein neuhumanistisches Bildungsideal, das die Schulung des ganzen Menschen vorsah und eine spezialisierte Berufsbildung ablehnte. Die Autonomie der Universitäten sei beizubehalten; weder „Sonderinteressen“ noch „sachfremde Motive“ dürften Einfluss auf die Wissenschaft nehmen. Dies bedeute jedoch nicht, dass sich die Universitäten allen gesellschaftlichen Anforderungen entziehen könnten.
Tellenbach zog die Konsequenz, in der Hochschulpolitik tätig zu werden, und bekleidete eine Vielzahl von Ämtern. Als Rektor führte er an seiner Universität das Studium generale und das Colloquium politicum ein. In Freiburg entstanden 1949 der Universitätsbeirat und der Verband der Freunde der Universität. Professoren sollten in der Region vom Oberrhein bis zum Bodensee regelmäßig Vorträge gratis anbieten und somit die Verbundenheit mit der Bevölkerung festigen. Außerdem forderte er mehr Internationalität in Studium und Wissenschaft.
Anfang der 1950er Jahre wurden erneut Pläne für die Gründung eines Deutschen Historischen Instituts in Paris diskutiert. Tellenbach unterstützte die Westanbindungspolitik von Bundeskanzler Konrad Adenauer. Mit Paul Egon Hübinger und Eugen Ewig zählte er zu den Teilnehmern der deutsch-französischen Historikertreffen in Speyer, die zwischen 1948 und 1949 auf Initiative der französischen Militärregierung stattfanden. Dort wurden Kontakte zu französischen Kollegen geknüpft, die für die spätere Gründung des Instituts förderlich waren. Durch seine Senatsmitgliedschaft und seine Tätigkeit als Rektor der Universität Freiburg besaß Tellenbach früh Beziehungen zur französischen Militärbesatzung. An der Pariser Institutsgründung war er maßgeblich beteiligt. Mit Max Braubach und Eugen Ewig gründete er am 2. April 1957 in Mainz die „Wissenschaftliche Kommission zur Erforschung der Geschichte der deutsch-französischen Beziehungen“ mit dem Ziel, „wissenschaftliche Arbeiten auf dem Gebiet der mittleren und neueren Geschichte in Frankreich zu fördern und Kontakte zwischen deutschen und französischen Historikern herzustellen oder zu vertiefen“. Neben Eugen Ewig und Paul Egon Hübinger wurde er zu einem der Gründerväter des Pariser Instituts, das 1958 seine Arbeit aufnahm. Bis 1974 gehörte er seinem wissenschaftlichen Beirat an.

## Wirkung

### Wissenschaftliche Nachwirkung
Die westdeutsche Adelsforschung wurde nach dem Zweiten Weltkrieg maßgeblich von der „Tellenbach-Schule“ geprägt. Tellenbachs Initiative gilt als einer der wichtigsten Impulse für die Monumenta Germaniae Historica der letzten Jahrzehnte. Der Versuch, die Rolle des frühmittelalterlichen Adels mit Hilfe des prosopographischen Ansatzes zu erschließen, fand auch in Italien und Frankreich große Beachtung.
Die personengeschichtlichen Forschungen waren bedeutsam für Untersuchungen über Amtsträger, über oppositionelle Gruppen und über einzelne Adelsfamilien sowie über Verwandtschaftsgruppen im Frankenreich. Ausgangspunkt war die Annahme, dass Personennamen Auskunft über Verwandtschaft und Abstammung geben können, weil Namen und Namensglieder nach bestimmten Regeln vererbt wurden. Dies gab neue Impulse für die Erörterung von Kontinuitätsfragen. Karl Ferdinand Werner versuchte die Kontinuität von der merowingischen zur karolingischen Aristokratie aufzuzeigen. Analysen der Gedenkbucheinträge führten zu Überlegungen über das Verhältnis von Person und Gemeinschaft im frühen Mittelalter.
Der „Freiburger Arbeitskreis“ prägte zahlreiche Nachwuchswissenschaftler, darunter mit Ludwig Buisson, Josef Fleckenstein, Eduard Hlawitschka, Karl Schmid, Rolf Sprandel und Joachim Wollasch bis 1980 sechs Lehrstuhlinhaber für mittelalterliche Geschichte. Keiner von Tellenbachs mediävistischen Kollegen konnte eine so hohe Schülerzahl vorweisen.
Die Adelsforschung setzten jedoch nur Fleckenstein und Schmid fort. Aus der Erforschung der Gedenkbucheinträge konnte Schmid grundlegende Erkenntnisse über die Familienstruktur des Adels gewinnen. Die für das Gebetsgedenken aufgezeichneten Namensgruppen von Geistlichen und Laien wurden als bedeutende Quellen für die Struktur der mittelalterlichen Führungsschicht betrachtet. Weitere Forschungen brachten Einsichten zu Grablegen, Stiftungen, Todesvorstellungen, gildenartigen Schwurgemeinschaften sowie zu städtischen Organisationsformen des späten Mittelalters.
Das Libertas-Buch über den Investiturstreit gilt noch heute als Standardwerk und ist 1996 als unveränderter Nachdruck erschienen. Das Buch ist bis in die Gegenwart in Amerika eines der meistbeachteten Erzeugnisse deutscher Mediävistik geblieben.
In Münster wurde in den frühen 1970er Jahren ein Sonderforschungsbereich „Mittelalterforschung“ zu monastischen Gemeinschaften gebildet, der sich insbesondere mit Fulda und Cluny befasste. Außerdem wurde in Münster für die Edition und Analyse der gesamten Memorialüberlieferung das Projekt „Societas et fraternitas“ geschaffen. Die disparaten Namenseinträge in den Memorialbüchern führten zu einer stärkeren Einbeziehung fotografischer Techniken, die elektronische Datenverarbeitung hielt schneller Einzug als in allen anderen Bereichen der Mediävistik. Die ermittelten Personennamen wurden in einer Datenbank mit rund 382.000 Einträgen erfasst, die sich in Duisburg befindet und für weitere Forschungen zur Verfügung steht.
Schmid und sein Schüler Gerd Althoff konnten im Rahmen des Forschungsprojektes „Gruppenbildung und Gruppenbewusstsein im Mittelalter“ in den Gedenkbucheintragungen der Klöster Reichenau, St. Gallen, Fulda und dem Frauenkloster Remiremont untereinander vernetzte Adelsgruppen erkennen, die für die politische, sich in Ritualen und wechselseitigen Verpflichtungseiden manifestierende Struktur des ottonischen Reiches von großer Bedeutung waren. Amicitiae, Freundschaftsbündnisse, wurden zum zentralen Herrschaftsinstrument im 10. Jahrhundert, Convivia, gemeinsame Ritualmahle, waren Ausgangspunkte für politische Bündnisse und Verschwörungen.
Tellenbachs weitere Schüler setzten thematisch andere Schwerpunkte. Rolf Sprandel untersuchte die Hanse- und Wirtschaftsgeschichte sowie die spätmittelalterliche Geschichtsschreibung. Hagen Keller erforschte die italienischen Kommunen, Eduard Hlawitschka befasste sich mit genealogischen Untersuchungen des Adels.

### Würdigung und Gedenken
Zum 65. Geburtstag 1968 hielt Josef Fleckenstein einen Vortrag über „Gerd Tellenbach als National- und Universalhistoriker“, der zum 70. Geburtstag 1973 veröffentlicht wurde. Fleckenstein hob als Forschungsschwerpunkte seines Lehrers die „Struktur und Bedeutung des Adels und die geschichtliche Rolle der mittelalterlichen Kirche“ hervor. Die wesentlichen Erkenntnisfortschritte in der Mediävistik, „die den wissenschaftlichen Ruf Gerd Tellenbachs in der internationalen Wissenschaft begründet“ hätten, seien „eine methodische Verfeinerung der Genealogie“ und die „Ausweitung zur Personenforschung“ gewesen. Neben der Festschrift Adel und Kirche, die Fleckenstein und Schmid zum 65. Geburtstag herausgaben, besorgte Reinhard Mielitz eine weitere Festschrift, die den Interessen Tellenbachs an didaktischen Fragen Rechnung trug.
Zum 70. Geburtstag beschrieb Karl Schmid Entstehung, Organisation und Arbeitsweise des „Freiburger Arbeitskreises“. Zum 80. Geburtstag wurde eine Festschrift herausgegeben, die sich mit dem Reich und der Kirche vor dem Investiturstreit auseinandersetzte. Außerdem wurde Tellenbach der 131. Band der Zeitschrift für die Geschichte des Oberrheins gewidmet. Als Gabe zum 85. Geburtstag gab wiederum Karl Schmid den 1988 zunächst als Vorabdruck in Freiburg im Breisgau veröffentlichten Band Vita Walfredi und Kloster Monteverdi heraus. Zum 90. Geburtstag skizzierte sein Schüler Hagen Keller in den Frühmittelalterlichen Studien Tellenbachs Werk in der Geschichtswissenschaft des 20. Jahrhunderts. Zum 95. Geburtstag würdigte Wollasch den Mediävisten in der Frankfurter Allgemeinen Zeitung als einen der „herausragenden Historiker unseres Jahrhunderts“. Er sei von „strengstem Methodenbewußtsein“ geprägt gewesen, und es sei ihm „um die anthropologische Sicht der Geschichte“ gegangen.
Im Jahre 1999 fand an der Universität Freiburg eine akademische Trauerfeier zum Gedenken an Tellenbach statt. Wenige Wochen nach dem 100. Geburtstag wurden an der Universität Freiburg im Oktober 2003 sein akademisches Wirken und sein wissenschaftliches Œuvre in einer Vortragsreihe gewürdigt. Das Werk wurde von Hagen Keller, Otto Gerhard Oexle, Joachim Wollasch und Hansmartin Schwarzmaier aus reichsgeschichtlicher, landesgeschichtlicher und universal-europäischer Perspektive beleuchtet. Dieter Mertens, Hubert Mordek und Thomas Zotz gaben vier Beiträge Tellenbachs aus dem Nachlass heraus.

## Schriften (Auswahl)
- Hermann Diener: Schriftenverzeichnis Gerd Tellenbach. In: Josef Fleckenstein, Karl Schmid (Hrsg.): Adel und Kirche. Gerd Tellenbach zum 65. Geburtstag dargebracht von Freunden und Schülern. Herder, Freiburg (Breisgau) 1968, S. 581–587.
- Ausgewählte Abhandlungen und Aufsätze. 5 Bände. Hiersemann, Stuttgart 1988–1996, ISBN 3-7772-8820-9.
- Die westliche Kirche vom 10. bis zum frühen 12. Jahrhundert (= Die Kirche in ihrer Geschichte. Band 2, Lieferung F, 1). Vandenhoeck & Ruprecht, Göttingen 1988, ISBN 3-525-52324-6 ((Digitalisat)).
- Aus erinnerter Zeitgeschichte. Verlag der Wagnerschen Universitäts-Buchhandlung, Freiburg (Breisgau) 1981, ISBN 3-923263-00-7.
- Der Sibyllinische Preis. Schriften und Reden zur Hochschulpolitik 1946–1963. Herausgegeben von Reinhard Mielitz. Albert, Freiburg (Breisgau) 1963.
- als Herausgeber: Studien und Vorarbeiten zur Geschichte des großfränkischen und frühdeutschen Adels (= Forschungen zur Oberrheinischen Landesgeschichte. Bd. 4, ISSN 0532-2197). Albert, Freiburg (Breisgau) 1957.
- Die Entstehung des Deutschen Reiches. Von der Entwicklung des fränkischen und deutschen Staates im 9. und 10. Jahrhundert. Callwey, München 1940 (3. Auflage. Rinn, München 1943).
- Königtum und Stämme in der Werdezeit des Deutschen Reiches (= Quellen und Studien zur Verfassungsgeschichte des Deutschen Reiches in Mittelalter und Neuzeit. Bd. 7, H. 4, ISSN 0863-0836). Böhlau, Weimar 1939.
- Libertas. Kirche und Weltordnung im Zeitalter des Investiturstreites (= Forschungen zur Kirchen- und Geistesgeschichte. Bd. 7). Kohlhammer, Stuttgart 1936; Nachdruck: Kohlhammer, Stuttgart u. a. 1996, ISBN 3-17-014072-8 (Zugl.: Heidelberg, Univ., Habil.-Schr., 1932).
- Die bischöflich passauischen Eigenklöster und ihre Vogteien. Ebering, Berlin 1928 (Zugl.: Freiburg (Breisgau), Univ., Diss., 1928).